# Roland Koopman
Roland Koopman (Oosterhout, 1966) is een Nederlands financieel journalist.

## Biografie

### Loopbaan
Roland Koopman studeerde aan de Academie voor de Journalistiek in Tilburg. Sinds 1990 is Koopman werkzaam bij het RTL Nieuws, eerst als freelancer op de redactie buitenland en sinds 1999 als nieuwslezer. Vanaf dat jaar begon hij afwisselend met Margreet Spijker het Zes Uur Nieuws te presenteren. Koopman was in 2001 nauw betrokken bij de oprichting van de financiële nieuwszender RTL Z waar hij tot op heden nog steeds als nieuwslezer te zien is. Koopman viel ook incidenteel in voor andere nieuwsprogramma's. Zo was hij in 2005 enkele keren te zien in de late versie van Editie NL en in de zomers van 2008, 2015, 2019 en 2020 was hij te zien als anchor van het Half Acht Nieuws op RTL 4.

## Trivia
Koopman won op 28 januari 2009 De Nationale IQ Test van BNN met een IQ van 122.